# Parco nazionale della Kobuk Valley

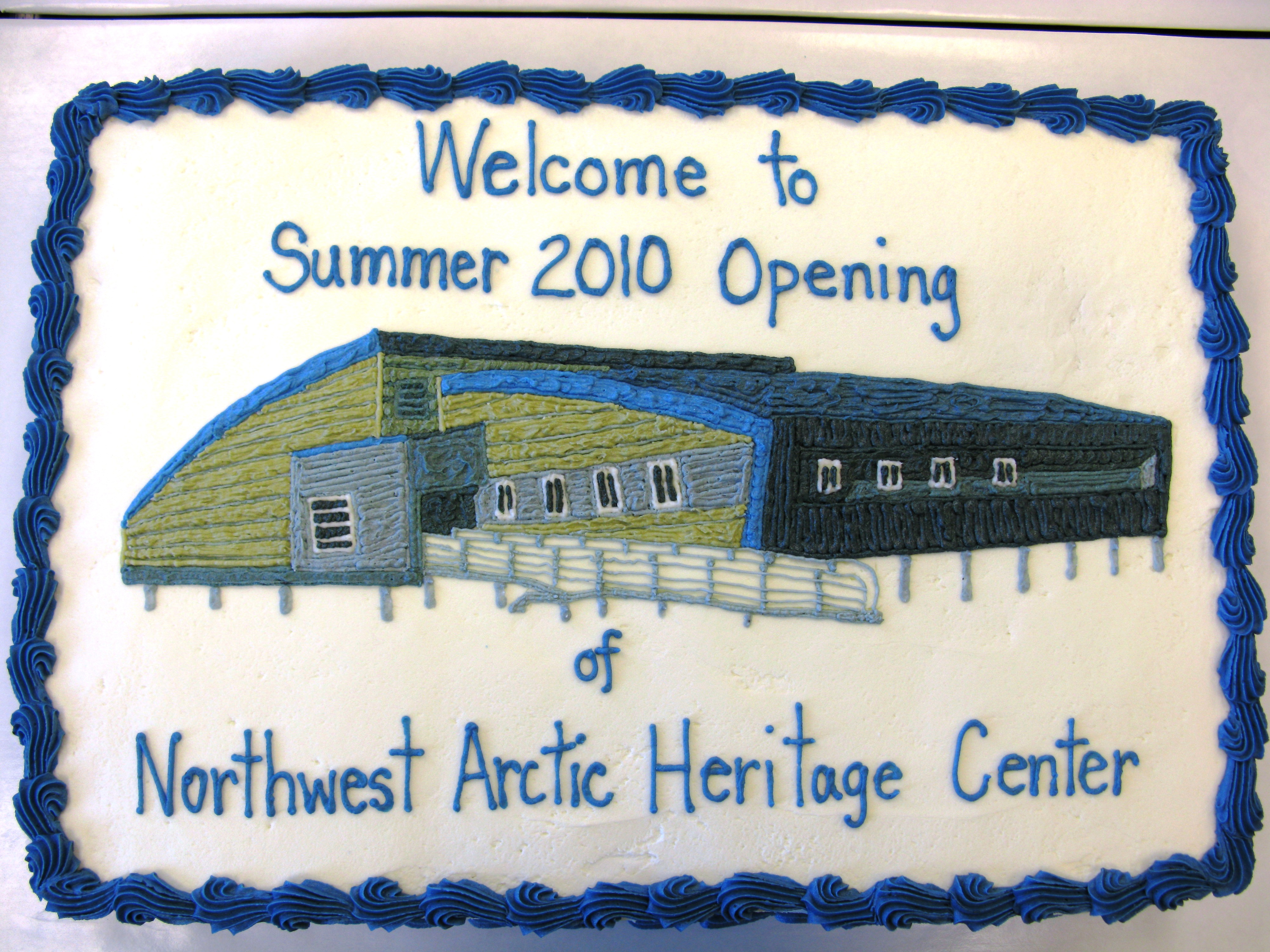
Torta commemorativa per l'inaugurazione del Northwest Arctic Heritage Center

Il parco nazionale della Kobuk Valley (in inglese Kobuk Valley National Park) è un'area naturale protetta degli Stati Uniti situata nello stato dell'Alaska nel Borough di Northwest Arctic. È stato istituito il 2 dicembre 1980 a seguito di quanto previsto dalla legge  Alaska National Interest Lands Conservation Act, ha una superficie di 7.084,90 km², e si trova interamente a nord del Circolo polare artico.

## Descrizione
Il parco copre la media valle del fiume Kobuk e le zone montane adiacenti: a nord i Monti Baird (una sottosezione sud-occidentale delle Brooks Range), ed a sud i monti Waring, una bassa catena che separa la valle del Kobuk da quella del Selawik.
All'interno del parco si trovano importanti risorse naturali ed archeologiche: le dune di sabbia lungo la riva meridionale del fiume Kobuk (Great Kobuk Sand Dunes, Little Kobuk Sand Dunes e Hunt River Dunes), il Salmon river definito come National Wild and Scenic Rivers, il sito di Onion Portage sul lato est del parco presso la confluenza con il fiume Ambler. Nel parco si trovano numerose specie animali fra cui caribù, alci, orsi neri e grizzly, lupi e uccelli acquatici. In particolare la valle del Kobuk è un importante punto di passaggio dei caribù che la attraversano due volte l'anno nelle loro migrazioni stagionali in primavera e in autunno.
Il picco più alto nel parco è il Monte Angayukaqsraq (1.433 m. slm), nella parte settentrionale del parco, sui Monti Baird. Nel parco non ci sono centri abitati e non vi sono strade. I centri abitati più vicini sono Kotzebue, Noorvik e Kiana a ovest e Ambler, Kobuk e Shungnak a est. Questi centri sono tutti dotati di piste di atterraggio e possono essere raggiunti con servizi di aerotaxi dai centri maggiori. Da questi il parco può essere raggiunto a piedi, in barca lungo il Kobuk, e in inverno con slitte trainate da cani o motoslitte. Il centro visitatori del parco si prova presso il Northwest Arctic Heritage Center a Kotzebue che è stato inaugurato il 1 giugno 2010.